# Bollycao
Bollycao es un producto español de bollería industrial orientado al mercado infantil y adolescente de la marca Bimbo (antiguamente Panrico). 
Su formato consiste en un bollo alargado, similar en forma al pan de un hot dog, relleno de crema de cacao con avellanas. Bollycao se lanzó al mercado en 1975  como una versión moderna del pan con chocolate, una merienda popular entre los niños españoles durante la dictadura franquista. El producto tuvo una gran acogida entre el público infantil y juvenil en España, especialmente en las décadas de los 80 y 90, lo que llevó al lanzamiento de varias variedades, entre las que destacan Bollycao con leche, Bollycao bombón, Bollycao Mix, Bollycao minis, entre otras.
A lo largo de los años, Bollycao se consolidó como un referente de la merienda en España, y muchos de sus productos incluían regalos para fomentar la lealtad de los consumidores, como pegatinas, cromos, y la colección de los famosos Tois.
En 2016, con el cierre de Panrico, la producción pasó a manos de Bimbo, que introdujo modificaciones en la receta. Estos cambios incluyeron la sustitución de la crema de cacao con avellanas original por una más líquida y de color más oscuro, además de ajustes en los ingredientes para adaptarse a nuevas normativas alimentarias y preocupaciones por el uso del aceite de palma. Estos cambios han sido objeto de críticas por parte de los consumidores, quienes han expresado nostalgia y una petición constante para que se recupere la receta original de Bollycao.
- Datos: Q97193339